# 워드스타
워드스타(WordStar)는 마이크로컴퓨터용 워드 프로세서 애플리케이션이다. 마이크로프로 인터내셔널이 출시했으며 처음에는 CP/M-80 운영체제용으로 개발되었고 나중에 MS-DOS 및 기타 16비트 운영체제용으로 개발되었다. 롭 바나비가 이 프로그램의 초기 버전들의 유일한 개발자이다. 워드스타 4.0을 시작으로 이 프로그램은 피터 미에루에 의해 작성된 새로운 코드에 기반을 두게 되었다. 워드스타는 1980년대 초중반에 시장을 지배했다.

## 같이 보기
- 워드 프로세서 목록